# انتحار على يد شرطي
انتحار على يد شرطي أو الانتحار على يد الشرطة هو طريقة الانتحار فيه الفرد الانتحاري يتصرف عمداً بطريقة مريبة، بقصد إثارة رد فعل قاتلة من الأمن العام أو ضابط إنفاذ القانون.

## نظرة عامة
هناك فئتان عريضتان من «انتحار من قبل شرطي». الأول هو عندما يرتكب شخص ما جريمة ويتم ملاحقته من قبل الشرطة وتقرر أنه يفضل الموت على أن يتم القبض عليه. قد لا يكون هؤلاء الأشخاص انتحاريين بخلاف ذلك، لكنهم قد يقررون ببساطة أن الحياة لا تستحق العيش إذا تم سجنهم، وبالتالي سوف يستفزون الشرطة لقتلهم. تتضمن النسخة الثانية الأشخاص الذين يفكرون بالفعل في الانتحار والذين يقررون أن استفزاز تطبيق القانون لقتله هو أفضل طريقة للتصرف بناءً على رغباتهم. قد يرتكب هؤلاء الأفراد جريمة بقصد محدد هو إثارة رد فعل إنفاذ القانون.
وتستند فكرة الانتحار بهذه الطريقة إلى إجراءات مدربة لضباط إنفاذ القانون، وتحديداً سياسة استخدام القوة المميتة. في الولايات القضائية التي يكون فيها المسؤولون قادرين بسهولة على استخدام القوة المميتة (غالباً من خلال تزويدهم بأسلحة نارية)، عادة ما تكون هناك ظروف محددة حيث يمكنهم استخدام القوة المميتة بشكل متوقع ضد تهديد لأنفسهم أو للآخرين. يعمل هذا الشكل من أشكال الانتحار من خلال استغلال رد الفعل المدربين هذا. السيناريو الأكثر شيوعاً هو توجيه سلاح ناري إلى ضابط شرطة أو شخص بريء، وهو ما من المتوقع أن يستفز ضابطاً لإطلاق النار عليهم. ومع ذلك، توجد العديد من المتغيرات، على سبيل المثال، الهجوم بسكين أو سلاح يدوي آخر، أو محاولة دهس ضابط أو شخص آخر بسيارة، أو محاولة تفجير عبوة ناسفة (حقيقية أو مفترضة).
يتوقف هذا المفهوم على الحالة الذهنية للشخص ورغبته في إنهاء حياته الخاصة، والتي قد يكون من الصعب تحديدها بعد الوفاة. بعض الحالات واضحة، مثل توجيه مسدس غير محمل أو لا يعمل (مثل مسدس لعبة أو مسدس هواء أو مسدس بلاستيكي أو مسدس صوت) على الضباط أو وجود ملاحظة انتحار. يعلن بعض المشتبه بهم بوقاحة عن نيتهم الموت قبل أن يتصرفوا. ومع ذلك، قد يكون تحديد العديد من الحالات أكثر صعوبة، حيث أن بعض المشتبه بهم الذين لديهم رغبة في الموت سيطلقون في الواقع الذخيرة الحية ويقتلون الناس قبل أن يقتلوا أنفسهم. أضافت العديد من برامج تدريب إنفاذ القانون أقساماً لمعالجة هذه المواقف على وجه التحديد إذا اشتبه الضباط في أن هذا الموضوع يحاول حثهم على استخدام القوة المميتة.

## التاريخ
تم تحديد العديد من الحالات الحديثة التي سبقت الاعتراف الرسمي بالظاهرة أو تكهن بها المؤرخون على أنها مطابقة للنمط المعروف الآن باسم انتحار من قبل شرطي. وفقاً للمؤلفين مارك ليندسي وديفيد ليستر، يعتقد هيوستن مكوي، أحد ضابطي شرطة أوستن الذين أطلقوا النار على تشارلز ويتمان، «قناص برج تكساس» وقتلوه، أن ويتمان كان بإمكانه إطلاق النار عليه وعلى زميله راميرو مارتينيز، لكنه «كان ينتظرهم ويريد أن يُطلق عليه الرصاص». نُظِر موت مال إيفانز عام 1976، مدير الطريق، ومساعده، وصديق فريق البيتلز، الذي صوب بندقية جوية على الشرطة ورفض إخمادها، كمثال محتمل لهذه الظاهرة. يعتقد بعض المؤرخين أن جوزيبي زانغارا، الرجل الذي قتل عمدة شيكاغو أنطون سيرماك في محاولة محتملة لاغتيال الرئيس المنتخب آنذاك فرانكلين روزفلت، ربما كان يحاول الانتحار من قبل الشرطة.

## الاعتراف والبحث

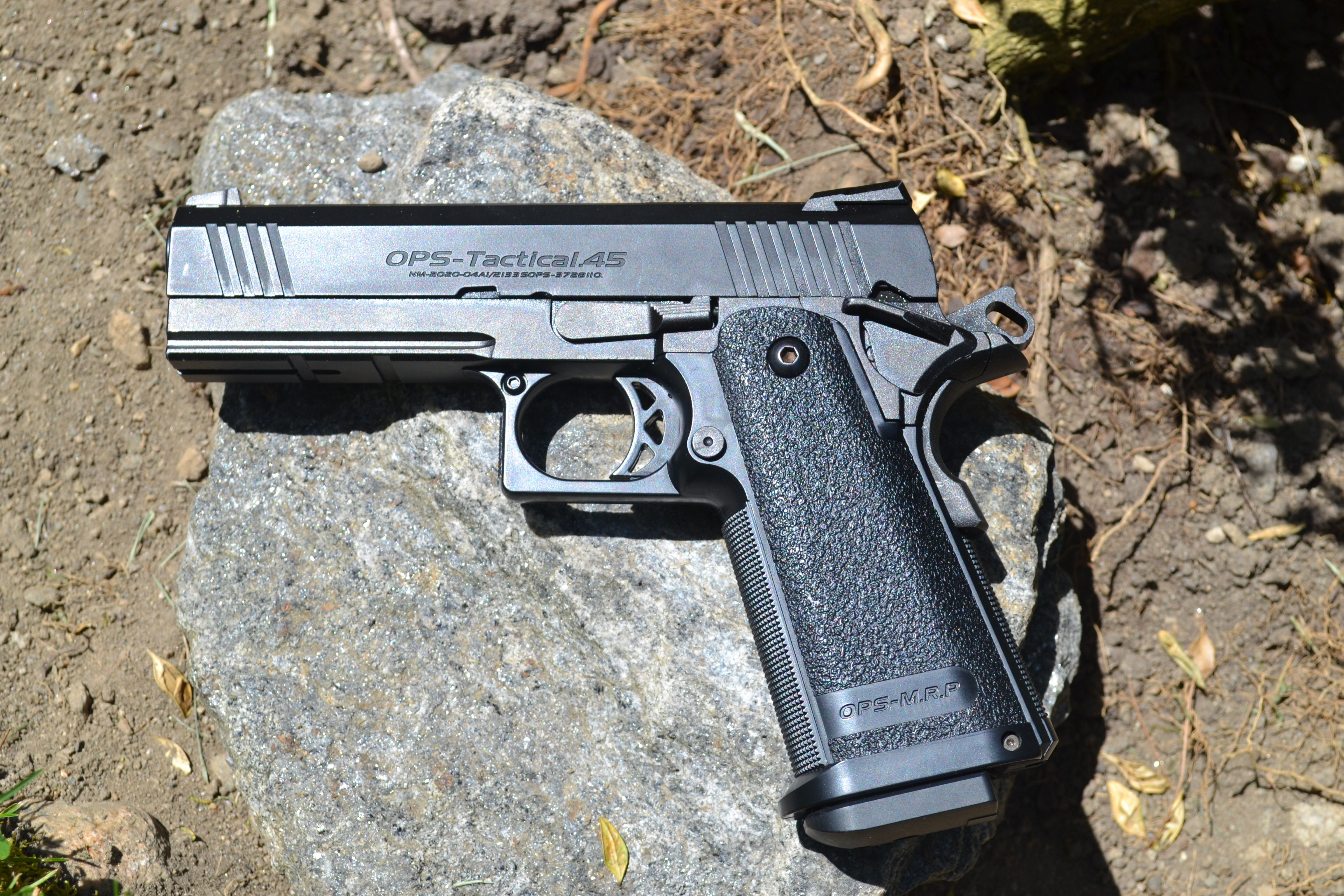
مسدس airsoft، غالباً لا يمكن تمييزه عن السلاح الناري الفعلي

تم وصف هذه الظاهرة في التقارير الإخبارية من عام 1981، والمجلات العلمية منذ عام 1985. ظهرت العبارة في عناوين الأخبار منذ عام 1987 على الأقل. لم تصبح شائعة حتى أوائل عام 2000. يبدو أن العبارة نشأت في الولايات المتحدة، لكنها ظهرت أيضاً في المملكة المتحدة، حيث حددت هيئة المحلفين لأول مرة أن شخصاً ما انتحر على يد شرطي في عام 2003.
أكمل الرقيب بعض الأبحاث الأولى حول الانتحار من قبل الشرطي. ريك والد من قسم شرطة دلتا. حدد بحث الوالدين في 843 حادث إطلاق نار على أيدي الشرطة أن حوالي 50 ٪ منهم كانوا ضحايا القتل العمد. عرّفت الشرطة الضحية جريمة القتل العمد على أنها «حادثة ينخرط فيها شخص عازم على تدمير نفسه، في سلوك يهدد حياته وسلوك إجرامي لإجبار ضباط إنفاذ القانون على قتلهم».
أول قضية تم تصنيفها رسميًا باسم «انتحار من قبل شرطي» في التاريخ القانوني الإنجليزي كانت حكماً أصدره القس الدكتور ويليام دولمان أثناء عمله كطبيب شرعي في لندن بين عامي 1993 و 2007. لقد شكلت سابقة قانونية والحكم، كسبب للوفاة، أصبح جزءً من القانون الإنجليزي منذ ذلك الحين.
لمحة عن انتحار أفراد الشرطة (بناءً على 268 حالة تم تحديدها على أنها انتحار من قبل الشرطي):
- 95٪ ذكور و 5٪ إناث
- متوسط العمر: 35 للرجال
- 41٪ من الرجال كانوا قوقازيين و 26٪ من أصل لاتيني و 16٪ أمريكيون من أصل أفريقي
- 37٪ من الرجال كانوا عازبين
- 29٪ من الرجال لديهم أطفال
- 54٪ من الرجال عاطلون عن العمل
- 29٪ من الرجال ليس لديهم سكن
- 62٪ من الرجال لديهم تاريخ صحة عقلية مؤكد أو محتمل
- كان 80٪ من الرجال مسلحين - 60٪ منهم يمتلكون سلاحًا ناريًا (86٪ محملة) و 26٪ يمتلكون سكاكين
- 19٪ حيازة سلاح مزيف أو محاكى
- 87٪ من الأفراد أجروا اتصالات انتحارية قبل و / أو أثناء الحادث
- 36٪ كانوا تحت تأثير الكحول.

## أمثلة
- مذبحة أراموانا، وهي حادثة إطلاق نار في 13 نوفمبر 1990 في نيوزيلندا. أطلقت الشرطة النار على المشتبه به وهو يخرج من منزل يطلق النار من الورك ويصرخ «اقتلني!» [12]
- في ديسمبر 2008، قُتل تايلر كاسيدي البالغ من العمر 15 عاماً على يد ثلاثة من ضباط شرطة فيكتوريا بعد أن هددهم بسكينين كبيرين وأمرهم بإطلاق النار عليه.[13]
- مايرون مايو، وهو رجل يبلغ من العمر 31 عاما معتقدا أنه كان ضحية للحكومة مضايقة إلكترونية على خط مشروع إم كي ألترا ومشروع كوينتيلبرو الباردة السرية الحرب برامج الحكومة الأمريكية، انتحر قبل شرطي في 20 نوفمبر عام 2014 بعد تسجيل نواياه على الشريط.[14]
- في 4 يناير 2015، قام رجل من سان فرانسيسكو يبلغ من العمر 32 عاماً، ماثيو هوفمان، بمواجهة مع الشرطة في ساحة انتظار السيارات بمحطة SFPD. عندما لوح بالمسدس، أطلق عليه ضابطان النار ثلاث مرات. لقد ترك رسالة للضباط في هاتفه الخلوي «لم تفعلوا شيئاً خاطئًا»، ورد في رسالة هوفمان، «لقد أنهيت حياة رجل كان جبانًا لدرجة أنه لم يفعل ذلك بنفسه... لقد استفزتك. لقد هددت حياتك وكذلك حياة من حولي».[15]
- في يونيو 2015، نشر تريبير هومونز، البالغ من العمر 21 عاماً، وهو رجل عصابات معروف له تاريخ في انتهاكات الأسلحة، نيته الانتحار على يد شرطي على فيسبوك في نفس اليوم الذي تم الإبلاغ فيه عن جريمة جنسية ضده. اتصل برقم 9-1-1 وأفاد أنه رأى رجلاً يتصرف بطريقة متقطعة بمسدس. ثم أطلق النار على الضابط المجيب عدة مرات، فأصابه بجروح قاتلة. أطلق الضابط التالي الذي وصل إلى مكان الحادث النار على هومونز. وتوفي كل من هامونز والشرطي الجريح في وقت لاحق في المستشفى.[16]
- كتب أنطون لوندين بيترسون، مرتكب هجوم مدرسة ترولهاتان في السويد في أكتوبر 2015، رسالة إلى صديق عبر الإنترنت قبل ساعة من الهجوم، حيث قال إنه يتوقع أن يموت في غضون ساعة أو ساعتين، وأنه يكره نفسه وأن ذلك «أتمنى أن يصوب هؤلاء رجال الشرطة اللعين بشكل مستقيم، لأنني حقاً لا أريد النجاة من الاضطراب» كان لدى بيترسون تاريخ من المرض العقلي، ويذكر كتاب عن الهجوم مع مقابلات مع العديد من الأشخاص من حوله أنه «خلال الفترة التي سبقت الهجوم، كان يتردد بين عدة خيارات، لطلب المساعدة المهنية، أو الانتحار» بشكل طبيعي «أو يهاجم الناس من حوله ليقتلوا».[17]
- في 28 مايو 2017، قال رجل في ولاية ميسيسيبي يشتبه في أنه قتل سبعة من أفراد عائلته وضابط شرطة لصحفي أنه بإطلاق النار على الشرطة، «كان الانتحار من قبل شرطي هو نيتي. أنا لا أصلح للعيش. ليس بعد ما فعلته».[18]

## روابط خارجية
- نتائج دراسة واحدة للظاهرة
- موارد منع الانتحار لإنفاذ القانون
- نشرة إنفاذ القانون FBI: فبراير 2005 ؛ المجلد 74 رقم 2
- بوابة معلومات مع موارد دعم لضباط إنفاذ القانون